# Krešimir Glavina
Krešimir Glavina (Subotica, 1. siječnja 1940.), hrvatski je liječnik, po užoj specijalizaciji radiolog. Danas živi u Osijeku. Rodom je vojvođanski Hrvat.
Rodio se u Subotici 1940. godine. Bio je poznati subotički liječnik. Za doba hrvatskog proljeća u Subotici bio je na udaru komunističkih snaga koje, kad su provodile nacionalne čistke i proganjale subotičke Hrvate, među ostalima i poznate liječnike, kao što su bili prim. dr. Vinko Perčić, dr. sc. Stjepan Skenderović, dr. Krešimir Glavina i dr. Zvonimir Kiš.
Pred osamostaljenje Hrvatske bio je dužnosnikom u hrvatskim fondovima zdravstvenog osiguranja i zdravstva. 
Osamostaljenjem Hrvatske bio je saborskim zastupnikom u 2. sazivu Hrvatskog sabora od 1992. do 1995. godine kao član HDZ-a,. U tom je mandatu bio član saborskog odbora za zdravstvo.
Bio je ratnim ravnateljem osječke kliničke bolnice od 1991. do 2000., na nešto poslije dekanom osječkog Medicinskog fakulteta (od 2003. godine). 
Bio je članom Nacionalnoga zdravstvenog vijeća u ministarstvu zdravstva. Članom je Hrvatskog društva radiologa. Član je Povjerenstva HLZ-a za odličja. Predsjednik je osječke Skupštine Gradske lige protiv raka.
Predsjednik je Savjeta Medicinskog vjesnika.